# Divertikelschnecke

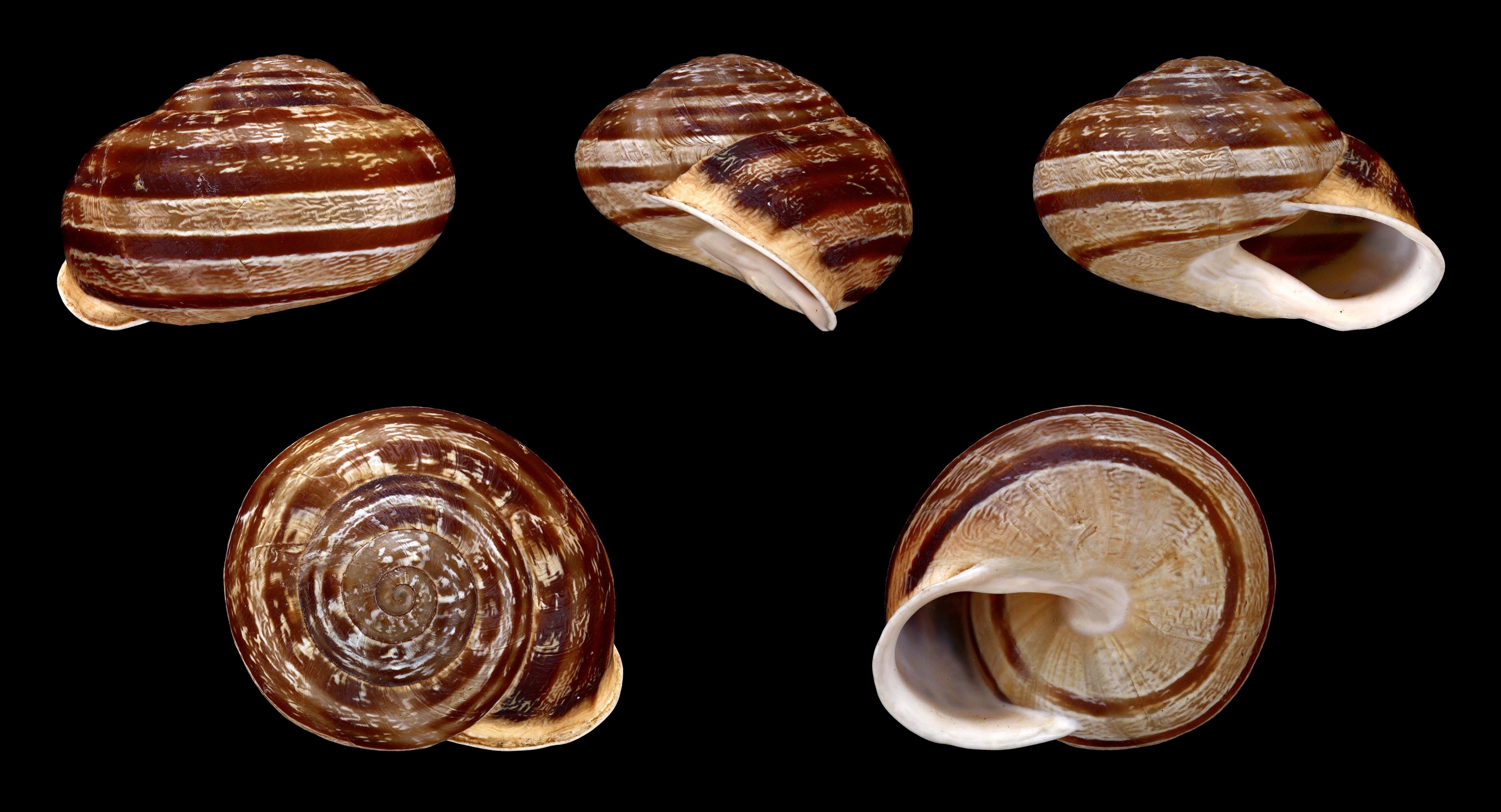
Gehäuse

Die Divertikelschnecke (Eobania vermiculata), auch Nudelschnecke genannt, ist eine Landschnecke aus der Familie der Schnirkelschnecken (Helicidae); diese Familie gehört zur Unterordnung der Landlungenschnecken (Stylommatophora).

## Merkmale
Das Gehäuse misst bei den erwachsenen Tieren 14–22 × 22–30 mm. Es ist flachkonisch mit einem kugeligen Habitus. Es hat 5 bis 6 leicht gewölbte Windungen, die bis auf den letzten Umgang gleichmäßig zunehmen. Die Naht zwischen den Umgängen ist relativ seicht. Die Mündung senkt sich in Relation zur Windungsachse der ersten Umgänge stark ab. Sie ist schräg gestellt, oben (dorsal) und unten (ventral) etwas abgeflacht und weist einen breiten, nach außen umgeschlagenen weißen Mundsaum auf. Innen ist der Mundsaum lippenartig verdickt. Der Nabel ist durch den Kallus-artig verdickten Mundsaum völlig geschlossen. Die Schale ist relativ dick, die Grundfarbe der Außenseite ist variabel, meist cremeweiß, aber auch grünliche Exemplare kommen vor. Auch die Zeichnung ist sehr variabel. Sie besteht aus einem fünfbändrigen Grundmuster, das unterschiedlich ausgebildet ist und sich auch unterschiedlich auflösen kann. Die Bänder sind unterschiedlich breit und unterschiedlich unterbrochen. Die Oberfläche ist narbig, darunter sind schwache Anwachsstreifen zu sehen, die mit feinen Längsstreifen ein feines Netzmuster bilden. Ansonsten ist das Gehäuse aber glatt und matt glänzend. Der Körper des Tieres ist hellgrau bis hellbraun gefärbt; Fühler und Körperoberseite sind häufig noch etwas dunkler.

## Vorkommen, Lebensweise und Verbreitung
Die Art kommt an Feldrainen, Heckenreihen, Gärten und Weinbergen auch in Küstennähe an trockenen Standorten vor. Sie ist von Ostspanien über das Mittelmeergebiet bis zur Halbinsel Krim verbreitet. In Frankreich dringt sie bis in das obere Rhonetal vor. Im Osten liegt das nördlichste Vorkommen in Ungarn. Ansonsten ist die Art inzwischen nach Südengland und Australien verschleppt worden. Entsprechend der Temperaturverteilung im Verbreitungsgebiet halten die Tiere entweder eine Winterruhe oder eine Sommerruhe.

## Fortpflanzung
In Nordgriechenland findet die Kopulation nach den ersten herbstlichen Regenfällen statt. Etwa 20 Tage später findet die Eiablage statt, jedes Individuum legt etwa 70 Eier ab. Nur wenig später schlüpfen die Jungen. Die Geschlechtsreife wird mit etwa 2 Jahren erreicht. Sie können bis etwa 5 Jahre alt werden.

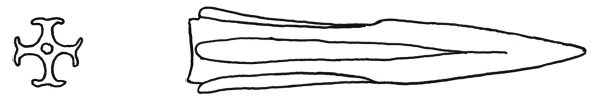
Liebespfeil der Divertikelschnecke, im Querschnitt und der Länge nach

## Taxonomie und Systematik
Wie viele größere Landschneckenarten wurde die Divertikelschnecke ursprünglich als Art der Gattung Helix beschrieben. Paul Hesse stellte für die Art 1913 eine eigene Gattung Eobania auf, deren Berechtigung über hundert Jahre nicht in Zweifel gezogen wurde. Eine molekulargenetische Arbeit erbrachte dann 2017 das überraschende Ergebnis, dass die Divertikelschnecke im phylogenetischen Baum innerhalb der Gattung Massylaea stand und folglich mit dem älteren Gattungsnamen als Massylaea vermiculata bezeichnet werden müsse. Bei dieser Studie wurden aber offenbar fehlerhaft bestimmte Schnecken verwendet. In einer neueren Studie zeigte sich, dass Eobania vermiculata nicht nur im Bau der Genitalien von Massylaea abweicht, sondern auch genetisch getrennt ist.

## Die Divertikelschnecke als Nahrungsmittel
Die Divertikelschnecke wird in Italien, aber auch in Frankreich und Griechenland intensiv gesammelt und gegessen. Dies führte bereits zu Vorschlägen, das Sammeln zu beschränken.